# Jacques Roergas de Serviez
Jacques Roergas de Serviez, né le 16 août 1679 à Saint-Gervais-sur-Mare (Hérault) où il est mort le 20 janvier 1727, est un historien français.

## Biographie
Avocat en parlement, chevalier des ordres de Notre-Dame du Montcarmel et Saint Lazare de Jérusalem en 1726, il est l'auteur d'une compilation d'auteurs grecs et latins sur les impératrices romaines ainsi que d'un ouvrage sur les hommes illustres du Languedoc, dont il ne termina que le premier volume.
Il est le grand-père d'Emmanuel de Serviez.

## Publications
- Les Femmes des douze Césars, contenant la vie et les intrigues secrètes des impératrices et femmes des premiers empereurs romains, tirée des anciens auteurs grecs et latins, avec des notes historiques et critiques (1718).
- Les Hommes illustres du Languedoc (1723).

## Sources
- Saint Allais, Nobiliaire universel de France, tome V, pages 67-68. Texte en ligne